# Mã Khải Trí
Mã Khải Trí (tiếng Trung: 马启智; sinh tháng 11 năm 1943) là chính khách nước Cộng hòa Nhân dân Trung Hoa. Ông từng là Chủ nhiệm Ủy ban Dân tộc của Đại hội đại biểu Nhân dân toàn quốc (Quốc hội Trung Quốc) khóa XI (2008 - 2013) và Chủ tịch Chính phủ Nhân dân Khu tự trị dân tộc Hồi Ninh Hạ (1997 - 2007).

## Tiểu sử
Mã Khải Trí là người Hồi sinh tháng 11 năm 1943, người Kính Nguyên, Ninh Hạ.
Tháng 9 năm 1963 đến tháng 9 năm 1967, Mã Khải Trí theo học chuyên ngành lịch sử khoa lịch sử tại Học viện Dân tộc Trung ương (nay là Đại học Dân tộc Trung ương). Tháng 9 năm 1967 về sau, ông ở lại trường chờ phân phối.
Tháng 7 năm 1968, Mã Khải Trí rèn luyện lao động lực lượng 3168 Bắc Đại Hoang.
Tháng 10 năm 1969, ông làm giáo viên Trung học Dục Thành, nhà máy luyện thép số 1, công ty gang thép An Sơn thuộc tỉnh Liêu Ninh. Tháng 3 năm 1970, Mã Khải Trí chuyển về làm giáo viên Trung học số 2, thành phố Ngân Xuyên thuộc khu tự trị dân tộc Hồi Ninh Hạ. Tháng 7 năm 1972, Mã Khải Trí gia nhập Đảng Cộng sản Trung Quốc.
Tháng 3 năm 1973, ông về làm cán sự Thành đoàn Ngân Xuyên, cán sự Văn phòng Đoàn Thanh niên Cộng sản khu tự trị dân tộc Hồi Ninh Hạ rồi trải qua chức vụ Phó Chủ nhiệm Văn phòng Đoàn Thanh niên Cộng sản khu tự trị dân tộc Hồi Ninh Hạ, Tổng Thư ký Hội Liên hiệp thanh niên khu tự trị dân tộc Hồi Ninh Hạ. Tháng 10 năm 1982, ông được bổ nhiệm làm Phó Bí thư Đoàn Thanh niên Cộng sản khu tự trị dân tộc Hồi Ninh Hạ.
Tháng 5 năm 1983, ông được luân chuyển làm Phó Bí thư Địa ủy địa khu Cố Nguyên, khu tự trị dân tộc Hồi Ninh Hạ (nay là địa cấp thị (thành phố) Cố Nguyên, khu tự trị dân tộc Hồi Ninh Hạ).
Tháng 10 năm 1985, ông được bổ nhiệm giữ chức Phó Trưởng Ban Tổ chức Khu ủy Khu tự trị dân tộc Hồi Ninh Hạ.
Tháng 9 năm 1988, ông được luân chuyển giữ chức Phó Bí thư Địa ủy địa khu Ngân Nam kiêm Chuyên viên Cơ quan hành chính Địa khu Ngân Nam (nay thuộc địa cấp thị Ngô Trung).
Tháng 3 năm 1991, Mã Khải Trí được bầu làm Ủy viên Ban Thường vụ Khu ủy Khu tự trị dân tộc Hồi Ninh Hạ kiêm Trưởng Ban Tuyên truyền Khu ủy Khu tự trị dân tộc Hồi Ninh Hạ. Tháng 4 năm 1993, ông được bổ nhiệm giữ chức Phó Bí thư Khu ủy Khu tự trị dân tộc Hồi Ninh Hạ kiêm Trưởng Ban Tuyên truyền Khu ủy Khu tự trị dân tộc Hồi Ninh Hạ.
Tháng 12 năm 1997, Mã Khải Trí được bổ nhiệm làm quyền Chủ tịch Chính phủ nhân dân Khu tự trị dân tộc Hồi Ninh Hạ kiêm Phó Bí thư Khu ủy Khu tự trị dân tộc Hồi Ninh Hạ. Tháng 5 năm 1998, ông chính thức được bầu giữ chức vụ Chủ tịch Chính phủ nhân dân Khu tự trị dân tộc Hồi Ninh Hạ.
Ngày 27 tháng 4 năm 2007, hội nghị lần thứ 27 của Ủy ban Thường vụ Đại hội đại biểu Nhân dân toàn quốc khóa X nhiệm kỳ 2003 đến năm 2008 đã bổ nhiệm Mã Khải Trí làm Phó Chủ nhiệm Ủy ban Nông nghiệp và Nông thôn của Đại hội đại biểu Nhân dân toàn quốc (Quốc hội Trung Quốc).
Ngày 12 tháng 5 năm 2007, Mã Khải Trí từ chức Chủ tịch Chính phủ nhân dân Khu tự trị dân tộc Hồi Ninh Hạ.
Ngày 17 tháng 3 năm 2008, hội nghị lần thứ nhất của Đại hội đại biểu Nhân dân toàn quốc (Quốc hội Trung Quốc) khóa XII nhiệm kỳ 2008 đến năm 2013 thông qua bổ nhiệm Mã Khải Trí làm Chủ nhiệm Ủy ban Dân tộc của Đại hội đại biểu Nhân dân toàn quốc.
Mã Khải Trí là Ủy viên dự khuyết Ban Chấp hành Trung ương Đảng Cộng sản Trung Quốc khóa XIV (1992 - 1997), Ủy viên chính thức Ban Chấp hành Trung ương Đảng Cộng sản Trung Quốc khóa XIV (được bầu bổ sung tại hội nghị toàn thể trung ương 5 khóa XIV tháng 9 năm 1995, bổ sung dần theo thứ tự), Ủy viên dự khuyết Ban Chấp hành Trung ương Đảng Cộng sản Trung Quốc khóa XV (1997 - 2002) và Ủy viên chính thức Ban Chấp hành Trung ương Đảng Cộng sản Trung Quốc khóa XVI (2002 - 2007).